# Gilia mexicana
Gilia mexicana är en blågullsväxtart som beskrevs av A. och V. Grant. Gilia mexicana ingår i släktet gilior, och familjen blågullsväxter. Inga underarter finns listade i Catalogue of Life.